# Pływanie w Polsce
Pływanie należy do popularnych dyscyplin sportu w Polsce. Działa tu Polski Związek Pływacki.

## Historia
Pierwsze mistrzostwa Polski w pływaniu odbyły się w Warszawie w 1922 r. 14 lat później Polacy wystartowali na Igrzyskach Olimpijskich w Berlinie. Jednak aż do 1960 r. w dorobku Polaków nie było ani jednego finału olimpijskiego. Do największych osiągnięć polskiego pływania zaliczano dwa rekordy świata na 100 m stylem klasycznym Marka Petrusewicza w 1953 i 1954 r. oraz jego srebrny medal zdobyty na mistrzostwach Europy. Po latach posuchy w 1980 r. pierwszy medal olimpijski wywalczyła Agnieszka Czopek. W drugiej połowie lat osiemdziesiątych duże sukcesy międzynarodowe odnotował Artur Wojdat – rekordzista świata na 400 m stylem dowolnym i medalista olimpijski w 1988 r.
Do światowych kronik pływackich wpisali się także:
- Rafał Szukała – wicemistrz olimpijski w 1992 r. i mistrz świata w 1994 na 100 m stylem motylkowym,
- Alicja Pęczak – 3-krotna mistrzyni Europy na basenie 25 m w 1998 r.,
- Otylia Jędrzejczak – 2-krotna mistrzyni świata na 200 m delfinem (2003, 2005), 5-krotna mistrzyni Europy w 2000, 2002, 2004 i 2006 r. i była rekordzistka świata na 200 m stylem motylkowym, wreszcie trzykrotna medalistka olimpijska z igrzysk w Atenach,
- Paweł Korzeniowski – mistrz świata na 200 m delfinem z Montrealu w 2005 r., Mateusz Sawrymowicz i Przemysław Stańczyk – mistrzowie świata z Melbourne w 2007 r.

Po sukcesach Otylii Jędrzejczak pojawiło się wielu zdolnych pływaków, a Polacy znaleźli się w europejskiej i światowej czołówce. W 2005 r. z mistrzostw Europy na krótkim basenie w Trieste Polacy przywieźli 11 medali (w tym 5 złotych), zajmując drugie miejsce w klasyfikacji medalowej. Było to najwięcej medali w historii. Rekord ten został poprawiony (12 medali) rok później podczas Mistrzostw Europy w Helsinkach. Podczas Igrzysk Olimpijskich w Atenach reprezentowało nas 5 pływaków, rok później na Mistrzostwach świata w Montrealu była to już grupa ponad 15-osobowa. Od kilku lat trenerem kadry jest Paweł Słomiński, a wspomagają go Piotr Woźnicki Pływanie w Polsce wciąż się rozwija, a dzięki sukcesom zyskuje coraz większą popularność.
Najwięcej rekordów Polski należy do Otylii Jędrzejczak – 10 na długim basenie i 4 na krótkim.

## Osiągnięcia

### Medaliści Igrzysk Olimpijskich
- Otylia Jędrzejczak, Ateny 2004, 200 m mot., 2:06.05
- Rafał Szukała, Barcelona 1992, 100 m mot., 53.35
- Otylia Jędrzejczak, Ateny 2004, 100 m mot., 57.84
- Otylia Jędrzejczak, Ateny 2004, 400 m dow., 4:05.84
- Agnieszka Czopek, Moskwa 1980, 400 m zm., 4:48.17
- Artur Wojdat, Seul 1988, 400 m dow., 3:47.34

### Medaliści Igrzysk Europejskich
- Paweł Sendyk, Baku 2015, 50 m mot., 23.97
- Karol Zbutowicz, Baku 2015, 400 m zm., 4.22.22

### Medaliści Mistrzostw Świata (basen 50 m)
- Rafał Szukała, Rzym 1994, 100 m mot., 53.51
- Otylia Jędrzejczak, Barcelona 2003, 200 m mot., 2:07.56
- Paweł Korzeniowski, Montreal 2005, 200 m mot., 1:55.02
- Otylia Jędrzejczak, Montreal 2005, 200 m mot., 2:05.61 (RŚ)
- Przemysław Stańczyk, Melbourne 2007, 800 m dow., 7:47.91
- Mateusz Sawrymowicz, Melbourne 2007, 1500 m dow.,14:45.94 (RE)
- Otylia Jędrzejczak, Fukuoka 2001, 100 m mot., 58.72
- Otylia Jędrzejczak, Barcelona 2003, 100 m mot., 58.22
- Otylia Jędrzejczak, Melbourne 2007, 400 m dow., 4:04.23
- Paweł Korzeniowski, Rzym 2009, 200 m mot., 1:53.23
- Konrad Czerniak, Szanghaj 2011, 100 m mot., 51.15
- Paweł Korzeniowski, Barcelona 2013, 200 m mot., 1:55.01
- Radosław Kawęcki, Barcelona 2013, 200 m grzb., 1:54,24 (RE)
- Wojciech Wojdak, Budapeszt 2017, 800 m dow., 7:41,73
- Katarzyna Wasick, Budapeszt 2022, 50 m dow., 24,18
- Krzysztof Chmielewski, Fukuoka 2023, 200 m mot., 1:53.62
- Artur Wojdat, Perth 1991, 200 m dow., 1:48.70
- Artur Wojdat, Perth 1991, 400 m dow., 3:49.67
- Otylia Jędrzejczak, Montreal 2005, 100 m mot., 58.57
- Bartosz Kizierowski, Montreal 2005, 50 m dow., 21.94
- Otylia Jędrzejczak, Melbourne 2007, 200 m mot., 2:06.90
- Konrad Czerniak, Barcelona 2013, 100 m mot., 51.46
- Ksawery Masiuk, Budapeszt 2022, 50 m grzb., 24,49

### Medaliści Mistrzostw Świata (basen 25 m)
- Radosław Kawęcki, Stambuł 2012, 200 m grzb., 1:48,48
- Artur Wojdat, Palma de Mallorca 1993, 200 m dow., 1:45.53
- Alicja Pęczak, Göteborg 1997, 100 m klas., 1:08.33
- Mariusz Siembida, Hongkong 1999, 50 m grzb., 24.41
- Alicja Pęczak, Ateny 2000, 100 m klas., 1:07.69
- Alicja Pęczak, Ateny 2000, 200 m klas., 2:24.24
- Piotr Albiński, Palma de Mallorca 1993, 1500 m dow., 14:53.97
- Rafał Szukała, Palma de Mallorca 1993, 100 m mot., 52.94
- Marcin Maliński, Rio de Janeiro 1995, 200 m zm., 1:58.61
- Marcin Maliński, Rio de Janeiro 1995, 400 m zm., 4:10.37
- Alicja Pęczak, Rio de Janeiro 1995, 200 m klas., 2:26.65
- Alicja Pęczak, Göteborg 1997, 200 m klas., 2:25.62
- Bartosz Kizierowski, Hongkong 1999, 100 m dow., 47.75
- Mariusz Siembida, Hongkong 1999, 100 m grzb., 53.27
- Otylia Jędrzejczak, Ateny 2000, 200 m mot., 2:09.61
- Paweł Korzeniowski, Manchester 2008, 200 m mot., 1:52:25
- Mateusz Sawrymowicz, Manchester 2008, 1500 m dow., 14:43.37

### Medaliści Mistrzostw Europy (basen 50 m)
- Rafał Szukała, Bonn 1989, 100 m mot., 54.47
- Artur Wojdat, Bonn 1989, 400 m dow., 3:47.78
- Artur Wojdat, Ateny 1991, 200 m dow., 1:48.10
- Rafał Szukała, Sheffield 1993, 100 m mot., 53.41
- Otylia Jędrzejczak, Helsinki 2000, 200 m mot., 2:08.63
- Bartosz Kizierowski, Berlin 2002, 50 m dow., 22.18
- Otylia Jędrzejczak, Berlin 2002, 200 m mot., 2:05.78 (RŚ)
- Otylia Jędrzejczak, Madryt 2004, 200 m mot., 2:06.47
- Sławomir Kuczko, Budapeszt 2006, 200 m klas., 2:12.12
- Paweł Korzeniowski, Budapeszt 2006, 200 m mot., 1:55.04
- Otylia Jędrzejczak, Budapeszt 2006, 200 m dow., 1:57.25
- Bartosz Kizierowski, Budapeszt 2006, 50 m dow., 21.88
- Otylia Jędrzejczak, Budapeszt 2006, 200 m mot., 2:07.09
- Paweł Korzeniowski, Eindhoven 2008, 200 m mot., 1:54,38
- Paweł Korzeniowski, Budapeszt 2010, 200 m mot., 1:55.00
- Marek Petrusewicz, Turyn 1954, 200 m klas., 2:42,5
- Leszek Górski, Split 1981, 400 m zm., 4:23,62
- Artur Wojdat, Bonn 1989, 200 m dow., 1:47,96
- Rafał Szukała, Bonn 1989, 200 m mot., 2:00,62
- Artur Wojdat, Ateny 1991, 400 m dow., 3:49,09
- Rafał Szukała, Ateny 1991, 200 m mot., 2:01,01
- Konrad Gałka, Wiedeń 1995, 200 m mot., 1:59.50
- Marcin Maliński, Wiedeń 1995, 400 m zm., 4:18.32
- Alicja Pęczak, Sewilla 1997, 200 m klas., 2:28.04
- Otylia Jędrzejczak, Helsinki 2000, 100 m mot., 58,97
- Otylia Jędrzejczak, Berlin 2002, 100 mot., 57,97
- Katarzyna Baranowska, Budapeszt 2006, 200 m zm., 2:13,36
- Otylia Jędrzejczak, Joanna Budzis, Agata Zwiejska, Paulina Barzycka Budapeszt 2006, 4x200 m dow., 7:56,32
- Grażyna Dziedzic, Split 1981, 200 m klas., 2:35.35
- Agnieszka Czopek, Split 1981, 200 m mot., 2:13.57
- Agnieszka Czopek, Split 1981, 400 m zm., 4:50.75
- Mariusz Podkościelny, Bonn 1989, 400 m dow., 3:49,29
- Mariusz Podkościelny, Bonn 1989, 1500 m dow., 15:19,29
- Ewa Synowska, Ateny 1991, 400 m zm., 4:47,92
- Alicja Pęczak, Wiedeń 1995, 200 m klas., 2:30.59
- Alicja Pęczak, Wiedeń 1995, 200 m zm., 2:17.42
- Rafał Szukała, Wiedeń 1995, 100 m mot., 53.45
- Mariusz Siembida, Marek Krawczyk, Marcin Kaczmarek, Bartosz Kizierowski, Sewilla 1997, 4x100 zm., 3:42.20
- Mariusz Siembida, Stambuł 1999, 50 m grzb., 26,07
- Otylia Jędrzejczak, Stambuł 1999, 200 m mot., 2:11,60
- Alicja Pęczak, Stambuł 1999, 200 m klas., 2:28,93
- Bartosz Kizierowski, Berlin 2002, 50 m grzb., 25.82
- Otylia Jędrzejczak, Madryt 2004, 100 m mot., 58,85
- Katarzyna Baranowska, Budapeszt 2006, 400 m zm., 4:40,02
- Mateusz Sawrymowicz, Eindhoven 2008, 1500 m dow., 14:58,78
- Konrad Czerniak, Budapeszt 2010, 100 m mot., 52.16

### Medaliści Mistrzostw Europy (basen 25 m)
- Krzysztof Cwalina, Stavanger 1994, 50 m dow., 22.01
- Mariusz Siembida, Rostock 1996, 50 m grzb., 25.03
- Mariusz Siembida, Rostock 1996, 100 m grzb., 53.56
- Alicja Pęczak, Rostock 1996, 200 m klas., 2:26.11
- Alicja Pęczak, Sheffield 1998, 100 m klas., 1:07.71
- Alicja Pęczak, Sheffield 1998, 200 m klas., 2:25.18
- Alicja Pęczak, Sheffield 1998, 200 m zm., 2:12.05
- Alicja Pęczak, Walencja 2000, 100 m klas., 1:06.95
- Otylia Jędrzejczak, Antwerpia 2001, 200 m mot., 2:07.95
- Aleksandra Urbańczyk, Wiedeń 2004, 100 m zm., 1:00.75
- Katarzyna Baranowska, Triest 2005, 200 m zm., 2:10.25
- Paweł Korzeniowski, Triest 2005, 200 m mot., 1:50.89
- Katarzyna Baranowska, Triest 2005, 400 m zm., 4:33.70
- Beata Kamińska, Triest 2005, 100 m klas., 1:06.51
- Sławomir Kuczko, Triest 2005, 200 m klas., 2:07.01
- Katarzyna Baranowska, Helsinki 2006, 200 m zm., 2:09.47
- Otylia Jędrzejczak, Helsinki 2006, 200 m mot., 2:04.94 (RE)
- Paweł Korzeniowski, Helsinki 2006, 200 m mot., 1:52.33
- Paweł Korzeniowski, Debreczyn 2007, 400 m dow., 3:38.72
- Mateusz Sawrymowicz, Debreczyn 2007, 1500 m dow., 14;24,54
- Otylia Jędrzejczak, Debreczyn 2007, 200 m mot., 2:03,53 (RŚ)
- Radosław Kawęcki, Szczecin 2011, 200 m grzb., 1:49,15
- Konrad Czerniak, Szczecin 2011, 50 m dow., 20,88
- Konrad Czerniak, Szczecin 2011, 100 m mot., 49,62
- Mateusz Sawrymowicz, Szczecin 2011, 1500 m dow., 14:29,81
- Radosław Kawęcki, Szczecin 2011, 100 m grzb., 50,43
- Radosław Kawęcki, Chartres 2012, 200 m grzb., 1:48,51
- Dagmara Komorowicz, Stavanger 1994, 50 m grzb., 0:28,85
- Artur Paczyński, Rostock 1996, 200 m klas., 2:10,69
- Alicja Pęczak, Rostock 1996, 200 m zm., 2:13,07
- Alicja Pęczak, Walencja 2000, 200 m klas., 2:24,17
- Agnieszka Braszkiewicz, Walencja 2000, 50 m klas., 0:31,55
- Sławomir Kuczko, Wiedeń 2004, 200 m klas., 2:07,61
- Paweł Korzeniowski, Wiedeń 2004, 200 m mot., 1:53,19
- Aleksandra Urbańczyk, Wiedeń 2004, 200 m zm., 2:10,64
- Beata Kamińska, Triest 2005, 50 m klas., 0:30,71
- Katarzyna Dulian, Triest 2005, 200 m klas., 2:23,24
- Aleksandra Urbańczyk, Triest 2005, 200 m zm., 2:11,11
- Paweł Korzeniowski, Triest 2005, 400 m dow., 3:38,20
- Otylia Jędrzejczak, Helsinki 2006, 200 m dow., 1:54,39
- Przemysław Stańczyk, Helsinki 2006, 400 m dow., 3:39,92
- Mateusz Sawrymowicz, Helsinki 2006, 1500 m dow., 14:28,43
- Sławomir Kuczko, Helsinki 2006, 200 m klas., 2:06,61
- Katarzyna Baranowska, Helsinki 2006, 400 m zm., 4:32,78
- Katarzyna Baranowska, Debreczyn 2007, 200 m zm., 2:09,25
- Aleksandra Urbańczyk, Debreczyn 2007, 100 m zm., 1:00,53
- Paweł Korzeniowski, Debreczyn 2007, 200 m mot., 1:51,61
- Radosław Kawęcki, Stambuł 2009, 200 m grzb., 1:49,13
- Paweł Korzeniowski, Stambuł 2009, 200 m mot., 1:50,13
- Alicja Pęczak, Espoo 1992, 100 m zm., 1:02,76
- Alicja Pęczak, Espoo 1992, 50 m klas., 0:31,73
- Alicja Pęczak, Rostock 1996, 100 m klas., 1:08,33
- Przemysław Wilant, Walencja 2000, 100 m grzb., 0:53,21
- Bartosz Kizierowski, Dublin 2003, 50 m dow., 0:21,54
- Paweł Korzeniowski, Dublin 2003, 200 m mot., 1:53,68
- Paweł Korzeniowski, Wiedeń 2004, 200 m dow., 1:45,58
- Paweł Korzeniowski, Wiedeń 2004, 400 m dow., 3:41,36
- Mateusz Sawrymowicz, Triest 2005, 1500 m dow., 14:38,86
- Paulina Barzycka, Triest 2005, 200 m dow., 1:55,97
- Paweł Korzeniowski, Helsinki 2006, 200 m dow., 1:44,41
- Paweł Korzeniowski, Helsinki 2006, 400 m dow., 3:40,40
- Beata Kamińska, Helsinki 2006, 200 m klas., 2:24,87
- Aleksandra Urbańczyk, Helsinki 2006, 200 m zm., 2:24,87
- Otylia Jędrzejczak, Debreczyn 2007, 100 m mot., 58,40
- Paweł Korzeniowski, Debreczyn 2007, 200 m dow., 1:44,05
- Łukasz Wójt, Rijeka 2008, 400 m zm., 4:05,13
- Paweł Korzeniowski, Szczecin 2011, 400 m dow., 3:40,54
- Aleksandra Urbańczyk, Ewa Ścieszko, Anna Dowgiert, Katarzyna Wilk, Szczecin 2011, 4 × 50 m zm., 1:48,70
- Konrad Czerniak, Szczecin 2011, 50 m mot., 22,77

### Rekordziści świata
- Marek Petrusewicz, 100 m stylem klasycznym, 1:10,9 (18 października 1953, Wrocław)
- Marek Petrusewicz, 100 m stylem klasycznym, 1:09,8 (23 maja 1954, Wrocław)
- Artur Wojdat, 400 m stylem dowolnym, 3:47,38 (25 marca 1988, Orlando)
- Otylia Jędrzejczak, 200 m stylem motylkowym, 2:05,78 (4 sierpnia 2002, Berlin)
- Otylia Jędrzejczak, 200 m stylem motylkowym, 2:05,61 (28 lipca 2005, Montreal)
- Otylia Jędrzejczak, 200 m stylem motylkowym (basen 25 m), 2:03.53 (13 grudnia 2007, Debreczyn)

### Rekordziści Europy
- Otylia Jędrzejczak, 200 m stylem motylkowym, 2.07,81 (18 września 2000, Sydney)
- Otylia Jędrzejczak, 200 m stylem motylkowym (basen 25 m), 2:04,94 (7 grudnia 2006, Helsinki)
- Mateusz Sawrymowicz, 1500 m stylem dowolnym, 14:45,94 (1 kwietnia 2007, Melbourne)
- Paweł Korzeniowski, 200 m stylem motylkowym, 1:54,38 (21 marca 2008, Eindhoven)
- Radosław Kawęcki, 200 m stylem grzbietowym, 1:54,24 (2 sierpnia 2013, Barcelona)

## Lista polskich pływaków – finalistów IO, MŚ i ME
- Anna Dowgiert
- Dagmara Ajnenkiel
- Piotr Albiński
- Katarzyna Baranowska
- Paulina Barzycka
- Magdalena Białas
- Kazimierz Bocheński
- Agnieszka Braszkiewicz
- Dorota Brzozowska
- Joanna Budzis
- Krzysztof Cwalina
- Konrad Czerniak
- Agnieszka Czopek
- Łukasz Drzewiński
- Katarzyna Dulian
- Grażyna Dziedzic
- Konrad Gałka
- Łukasz Gąsior
- Łukasz Gimiński
- Leszek Górski
- Gotfryd Gremlowski
- Jakub Jasiński
- Otylia Jędrzejczak
- Marcin Kaczmarek
- Beata Kamińska
- Radosław Kawęcki
- Bartosz Kizierowski
- Alicja Klemińska
- Andrzej Kłopotowski
- Dagmara Komorowicz
- Agata Korc
- Paweł Korzeniowski
- Marek Krawczyk
- Sławomir Kuczko
- Marcin Maliński
- Artur Paczyński
- Marek Petrusewicz
- Alicja Pęczak
- Mariusz Podkościelny
- Michał Rokicki
- Mateusz Sawrymowicz
- Mariusz Siembida
- Bartosz Sikora
- Maciej Soszyński
- Przemysław Stańczyk
- Katarzyna Staszak
- Ewa Synowska
- Rafał Szukała
- Bolesław Szuter
- Jan Świtkowski
- Aleksandra Urbańczyk
- Anna Uryniuk
- Przemysław Wilant
- Artur Wojdat
- Łukasz Wójt
- Wojciech Wyżga
- Agata Zwiejska
- Przemysław Gawrysiak